# Pedrezuela
Pedrezuela est une commune de la communauté de Madrid, en Espagne.